# Prins Henrik
Die Prins Henrik war eine 1974 in Dienst gestellte Fähre der Danske Statsbaner. Das 1999 nach Italien verkaufte Schiff blieb bis 2002 in Fahrt und wurde nach fünf Jahren Liegezeit 2007 in Indien abgewrackt.

## Geschichte

### Prins Henrik
Die Prins Henrik wurde im Juli 1972 in der Nakskovs Skibsværft in Nakskov bestellt und am 29. November 1973 unter der Baunummer 203 vom Stapel gelassen. Nach der Übernahme durch die Danske Statsbaner am 15. Mai 1974 nahm das Schiff den Fährbetrieb von Korsør nach Nyborg auf.
Im Oktober 1980 traf die Prins Henrik bei ihrem Erbauer in Nyborg ein, um dort von 132,7 auf 144,56 Meter verlängert zu werden, was neben der Tonnage auch das Fassungsvermögen bei den Passagieren und Fahrzeugen erhöhte. Am 27. September 1981 kehrte das Schiff in den Dienst zurück und war fortan auf der Strecke von Rødby nach Puttgarden in Fahrt.
Im Januar 1997 ging die Prins Henrik in den Besitz von Scandlines über. Nach einem knappen weiteren Jahr im Dienst wurde sie im Dezember 1997 in Nakskov aufgelegt und zum Verkauf angeboten. Ab Januar 1999 lag das Schiff im Hafen von Rødby.

### Gioventu
Im November 1999 fand sich mit der italienischen Traghetti Isole Sarde ein neuer Eigner für die Fähre, die noch im selben Monat in Gioventu umbenannt wurde. Nach der Überführungsfahrt nach Genua im Dezember konnte das Schiff im Juni 2000 auf der Strecke von Genua über Palau nach Porto Vecchio in Dienst gestellt werden. Ab 2001 lief die Gioventu die Häfen von Porto Torres und Propriano an.
Nach einer kurzen Charter des Schiffes an die Happy Lines meldete die Traghetti Isole Sarde im Oktober 2002 Insolvenz an. Die Gioventu wurde im folgenden Monat an einen weiteren italienischen Eigner verkauft und von Genua nach Palermo überführt, wo sie fortan auflag.

### Espresso Durazzo
Nach über eineinhalb Liegezeit wurde das Schiff im Juli 2002 in Espresso Durazzo umbenannt und auf der Strecke von Bari nach Durrës in Dienst gestellt. In den Folgejahren wechselte die Espresso Durazzo mehrfach den Besitzer, ehe sie 2006 ausgemustert und zum Abbruch nach Indien verkauft wurde. Am 11. April 2007 traf das für die Überführung in Esdresso Durazzo umbenannte Schiff in einer der Abwrackwerften bei Alang ein.